# Rhodococcus equi
Rhodococcus equi (do grego, esferas rosadas de equinos) é uma espécie de bactérias patogênicas intracelulares facultativas, cocobacilares, gram-positivas, aeróbicas, não esporulantes, imóveis, com grandes plasmídeos, pouco virulentos, crescimento rápido, que formam colônias arredondadas e produzem um pigmento rosa (origem de seu nome) e causam infecção respiratória em equinos, suínos, caprinos, ovinos e humanos com imunidade deprimida.

## Taxonomia
É similar a muitas outras espécies, de modo que já foi categorizada como Corynebacterium equi, Bacillus hoagii, Corynebacterium purulentus, Mycobacterium equi, Mycobacterium restrictum, Nocardia restricta e Proactinomyces restrictus.

## Patologia
Sua manifestação mais comum é na forma em humanos é de uma pneumonia necrotizante em imunodeprimidos e seus sintomas são parecidos aos da tuberculose. Também pode causar infeccionar feridas, formar abscessos subcutâneos, abscesso cerebral, abscesso tireóideo, abscesso retroperitoneal, peritonite, meningite, pericardite, osteomielite, endoftalmite, linfadenite, linfangite, artrite séptica, osteíte, diarreia com sangue e febre. Bacteremia pode ocorrer com a disseminação da infecção a partir do local da infecção primária, que geralmente é o pulmão ou a pele.
É três vezes mais comum em homens, em ambientes rurais e afeta todas as idades (média 34-36 anos), um terço dos casos é em crianças. Quando a imunidade boa a melhora é excelente, mas em imunodeprimidos a mortalidade é de 25%. Pode ser transmitida pelo consumo de carnes mal cozidas ou aspiração da poeira (aerossol) de fazendas com animais contaminados.

## Tratamento
R equi é normalmente resistente a penicilina G, ampicilina, carbenicilina e cefazolina. Pode ser tratada com eritromicina, vancomicina, ciprofloxacino, aminoglicosídeos e outros.